# Gudas, Ariège

Gudas este o comună în departamentul Ariège din sudul Franței. În 1 ianuarie 2022 avea o populație de 197 de locuitori.